# Belleville-sur-Loire
Belleville-sur-Loire là một xã thuộc tỉnh Cher trong vùng Centre-Val de Loire miền trung Pháp.

## Dân số
| 1962                                | 1968 | 1975 | 1982 | 1990 | 1999 | 2006 |
| ----------------------------------- | ---- | ---- | ---- | ---- | ---- | ---- |
| 340                                 | 352  | 288  | 448  | 1009 | 1088 | 1042 |
| Từ năm 1962 Dân số không tính trùng |      |      |      |      |      |      |